# Museo de palafitos de Unteruhldingen

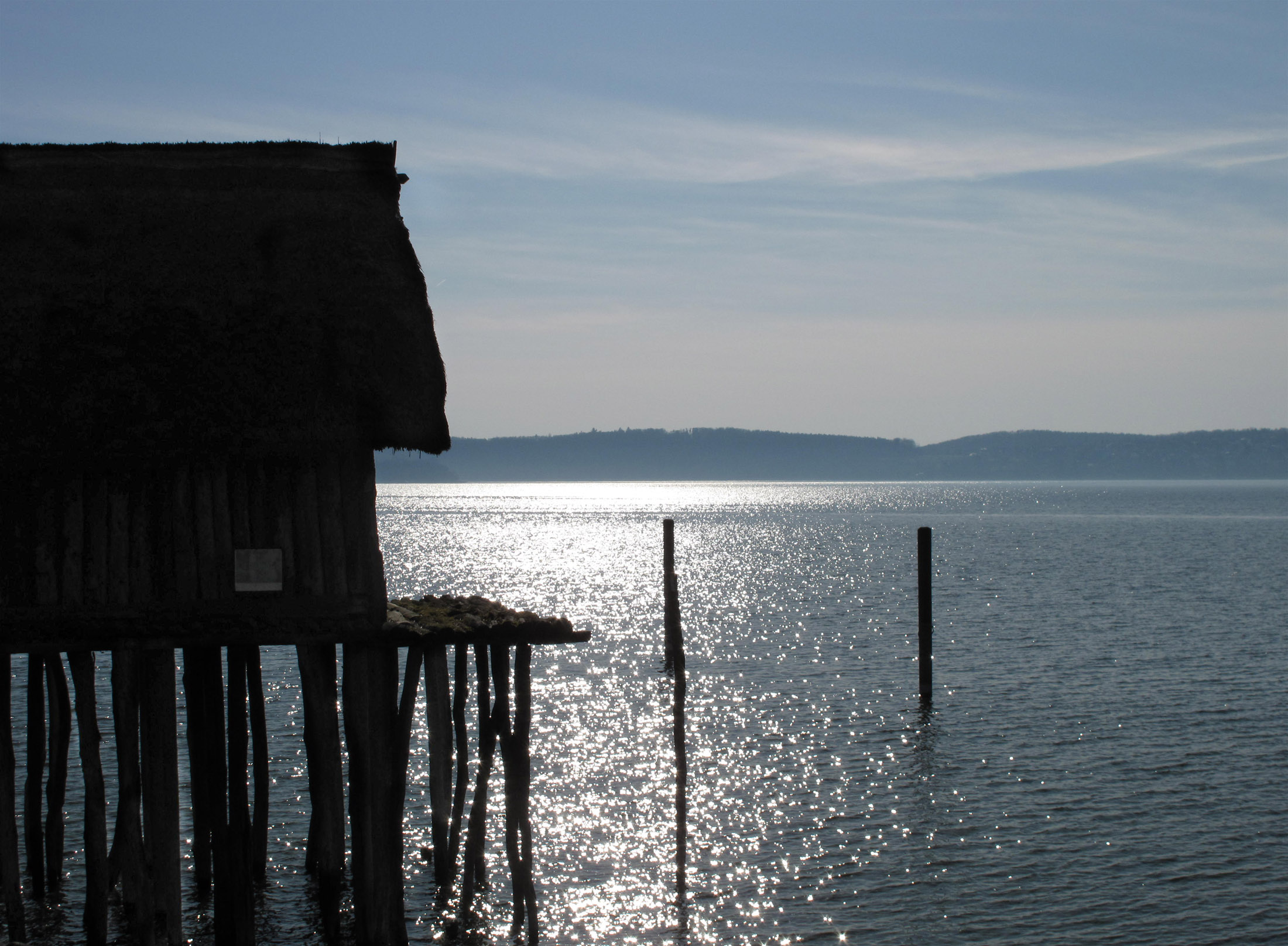
Palafitos sobre el Lago Constanza en el Museo de Uhldingen-Mühlhofen

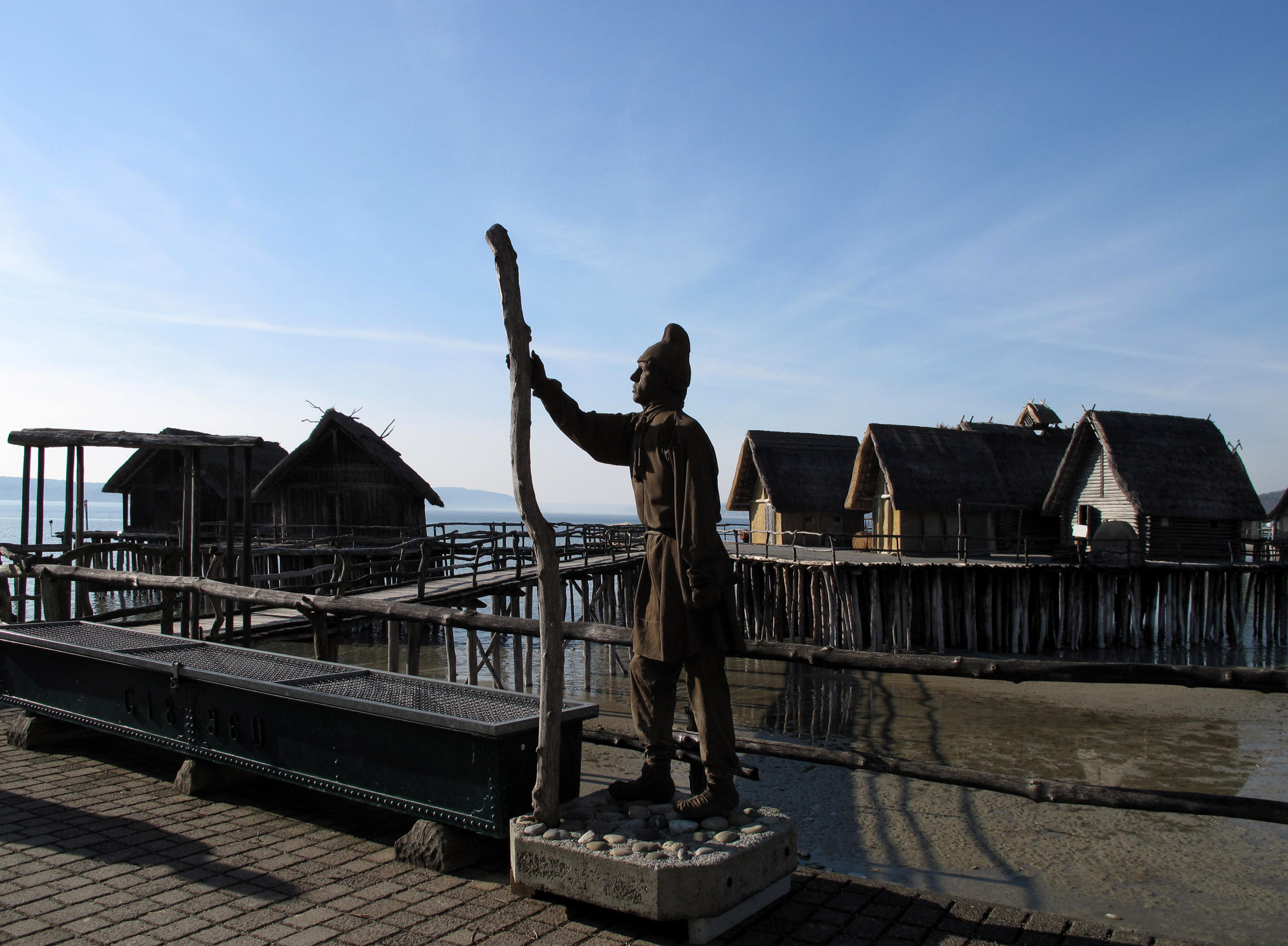
Zona de acceso a los palafitos del museo

El museo de palafitos de Unteruhldingen es un museo arqueológico al aire libre en la orilla del lago de Constanza en Unteruhldingen, un barrio del municipio alemán Uhldingen-Mühlhofen.
En la orilla del lago de Constanza ya había asentamientos humanos en el noveno milenio A.C. y desde la Edad de Bronce toda la región del lago ha sido colonizada. El nivel de agua del lago fluctúa entre dos y tres metros. Mientras que en los meses de invierno es bajo, es muy alto en primavera a causa de la afluencia de agua de deshielo, sobre todo aportada por el Rin que nace en los Alpes. Por esta razón las cabañas fueron construidas sobre palas. En las orillas del lago de Constanza fueron descubiertos más de 100 sitios con aproximadamente 400 antiguos asentamientos, la mayoría en y cerca de Constanza, Bodman-Ludwigshafen y Unteruhldingen.
Por debajo del agua y cubiertos de barro y arcilla, los restos de los palafitos permanecen relativamente bien conservados. No obstante, no fue hallada ninguna cabaña completa. Por tanto, los palafitos del museo son reconstrucciones en escala 1:1.
El recinto del museo comprende dos edificios de exposición y más de veinte palafitos.

## Enlaces
- Sitio web del museo

- Datos: Q321923
- Multimedia: Pfahlbaumuseum Unteruhldingen / Q321923